# Машина Обербека
Машина Обербека (маятник Обербека) — лабораторний пристрій для вивчення законів динаміки обертального руху і перевірки теореми Гюйгенса — Штейнера. Створив А. Обербек.

## Опис
Ідеальна машина Обербека має таку конструкцію: на горизонтальну вісь насаджено втулку з двома взаємно-перпендикулярними стрижнями, що вільно обертається. До стрижнів симетрично прикріплено вантажі. До втулки приєднано шків з ободом, який слугує для намотування нитки, на якій підвішено вантаж.
Машина Обербека починає роботу з опускання під дією сили тяжіння вантажу, підвішеного на нитці. Сила натягу нитки створює крутний момент, який приводить у прискорене обертання вантажі на стрижнях.
Коли вантаж повністю опуститься, нитка, внаслідок обертання за інерцією вантажів на стрижнях, почне намотуватись на обід шківа.
На певній висоті вантаж припиняє підніматися і знову починає рухатися вниз. Внаслідок втрати механічної енергії під дією сил тертя і опору, процес опускання і піднімання вантажу повторюється з послідовним зменшенням висоти піднімання вантажу.
Внаслідок закону збереження енергії, під час роботи машини Обербека потенціальна енергія тіла в полі сили тяжіння {\displaystyle mgh} перетворюється на кінетичну енергію обертових вантажів і на втрати енергії на подолання тертя {\displaystyle A}.
{\displaystyle mgh={\frac {1}{2}}J\omega ^{2}+A.}
тут {\displaystyle J} — момент інерції стрижнів з вантажами відносно осі обертання, {\displaystyle \omega } — кутова швидкість обертання при повному опусканні вантажу, {\displaystyle h} — висота повного опускання вантажу.